# Jennifer Grey
Jennifer Grey (ur. 26 marca 1960 w Nowym Jorku) – amerykańska aktorka.
Zyskała światowe uznanie za występ w komedii dla nastolatków Wolny dzień Ferrisa Buellera (1986) i filmie Dirty Dancing (1987), który przyniósł jej nominację do Złotego Globu dla najlepszej aktorki w filmie komediowym lub musicalu. Jej praca telewizyjna obejmuje zwycięstwo w jedenastym sezonie Dancing with the Stars (2010) i udział w serialu Prime Video Red Oaks (2014–2017).

## Życiorys

### Wczesne lata
Urodziła się na nowojorskim Manhattanie w rodzinie Żydów aszkenazyjskich jako córka Jo Wilder (z domu Brower), byłej aktorki/piosenkarki, i Joela Greya, aktora, piosenkarza, tancerza i choreografa, zdobywcy Oscara. Jej brat James Katz został szefem kuchni. Wychowywała się w rodzinie teatralnej, jej dziadkiem był Mickey Katz. W 1978 ukończyła prywatną szkołę The Dalton School w Nowym Jorku, gdzie studiowała taniec i aktorstwo oraz gdzie poznała swoją najlepszą przyjaciółkę, aktorkę Tracy Pollan. Przez dwa lata studiowała w prestiżowej Neighborhood Playhouse School of the Theatre. Czekając na role, utrzymywała się jako kelnerka.

### Kariera

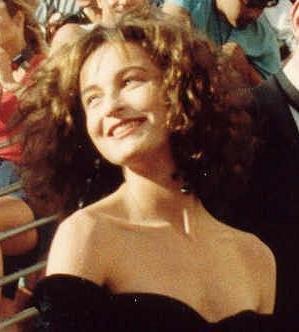
Grey (1988)

W wieku dziewiętnastu lat wystąpiła w reklamie Dr Pepper. W 1980 zadebiutowała na Off-Broadwayu w Cherry Lane Theatre jako Peggy / Trish w przedstawieniu Album. Po raz pierwszy trafiła na kinowy ekran jako Cathy Bennario w melodramacie Jamesa Foleya Buntownik z Eberton (Reckless, 1984) u boku Aidana Quinna i Daryl Hannah. Zagrała niewielką rolę Patsy Dwyer w gangsterskiej opowieści Francisa Forda Coppoli Cotton Club (The Cotton Club, 1984) z Richardem Gere’em. Wystąpiła jako Toni Mason w sensacyjnym dramacie wojennym Johna Miliusa Czerwony świt (Red Dawn, 1984). John Badham zaangażował ją do roli Leslie w dramacie sportowym Kolarze (American Flyers, 1985) u boku Kevina Costnera.
W 1986 zagrała rolę zazdrosnej siostry Jeanie Bueller w komedii dla nastolatków Johna Hughesa Wolny dzień Ferrisa Buellera (Ferris Bueller’s Day Off, 1986) u boku Matthew Brodericka. Film odniósł sukces komercyjny i został pozytywnie przyjęty przez krytykę.
Przełomową rolą była postać Frances „Baby” Houseman, zakochanej w instruktorze tańca, Johnnym Castle (Patrick Swayze) w muzycznym filmie Dirty Dancing (1987), który przyniósł jej nominację do Złotego Globu dla najlepszej aktorki w filmie komediowym lub musicalu. Niskobudżetowy film był niespodziewanym hitem frekwencyjnym, pierwszym filmem sprzedającym milion kopii na wideo i jest uważany za klasykę.
Użyczyła głosu Airelle w filmie animowanym produkcji francuskiej Gandahar (1988). Była obsadzona w melodramacie komediowym Ogary z Broadwayu (Bloodhounds of Broadway, 1989), dramacie sensacyjno-sportowym Wiatr (Wind, 1992) z Matthew Modine’em i komedii romantycznej Anioł stróż (Lover’s Knot, 1995) z Billym Campbellem.
W 1993 na Broadwayu grała rolę Suzanne Gold-Stein w The Twilight of the Golds z Davidem Grohem.

## Życie prywatne
Spotykała się z Timothym Huttonem (w sierpniu 1982), Michaelem J. Foxem (w styczniu 1986) i Johnnym Deppem (1987). Od maja 1987 do października 1988 była związana z Matthew Broderickiem. W latach 1988–1991 tworzyła parę z Williamem Baldwinem. W 1992 spotykała się z dziennikarzem George’em Stephanopoulosem.
21 lipca 2001 wyszła za mąż za Clarka Gregga, z którym ma córkę Stellę (ur. 3 grudnia 2001). W lipcu 2020, po 19 latach małżeństwa, Gray i Gregg ogłosili, że się rozwiedli
W 2010 u aktorki zdiagnozowano raka tarczycy, mimo to, wzięła udział i zwyciężyła w 11 edycji amerykańskiego Tańca z gwiazdami.

## Filmografia

### aktorka
- 2024: Prawdziwy ból (A Real Pain) jako Marcia
- 2008: Keith jako Caroline
- 2006: Road to Christmas jako Claire Jameson
- 2005: AFI’s 100 Years, 100 'Movie Quotes': The Greatest Lines from American Film jako ona sama
- 2001: Rytuał (Ritual) jako doktor Alice Dodgson
- 2000: Gra o miłość (Bounce) jako Janice Guerrero
- 2000: The Rosie O’Donnell Show jako ona sama (odcinek datowany na 15 listopada 2000)
- 2000: The E! True Hollywood Story jako ona sama (odcinek z 3 sierpnia 2000: Dirty Dancing)
- 1999: Wiecie, jak jest... (It’s Like, You Know...) jako Jennifer Grey
- 1999: The Rosie O’Donnell Show jako ona sama (odcinek datowany na 22 marca 1999)
- 1998: Odkąd Cię nie ma (Since You’ve Been Gone) jako Patty Reed
- 1998: The Secrets of My Heart jako Abby Friese
- 1998: Outrage jako Sally Casey
- 1997: Red Meat jako Candice
- 1997: The Player
- 1996: Lover’s Knot jako Megan Forrester
- 1996: Portraits of a Killer jako Elaine Taylor
- 1995: Walc z West Side'u (The West Side Waltz) jako Robin Ouiseau
- 1995: Upadłe anioły (Fallen Angels, odcinek 3 sezonu drugiego: A Dime a Dance)
- 1995: Przyjaciele (Friends, odcinek 20 sezonu pierwszego: The One with the Evil Orthodontis)
- 1993: Sprawa dla mordercy (A Case for Murder) (TV) jako Kate Weldon
- 1992: Wiatr (Wind) jako Kate Bass
- 1991: Eyes of a Witness jako Christine Baxter
- 1990: Wymiar sprawiedliwości (Criminal Justice) jako Liz Carter
- 1990: Murder in Mississippi jako Rita Schwerner
- 1990: Tylko Ciebie pragnę (If the Shoe Fits) jako Kelly Carter / Prudence
- 1989: Ogary Broadwayu (Bloodhounds of Broadway) jako Lovey Lou
- 1989: The 60th Annual Academy Awards jako ona sama
- 1988: Gandahar (Gandahar, Les Années lumière) jako Airelle (głos)
- 1987: Dirty Dancing jako Frances ‘Baby’ Houseman
- 1986: The Equalizer jako Valerie Jacobs (odcinek 3 sezonu drugiego: A Community of Civilized Men)
- 1986: Wolny dzień Ferrisa Buellera (Ferris Bueller’s Day Off) jako Jeanie Bueller
- 1985: Cindy Eller: A Modern Fairy Tale (TV) jako Laura Eller
- 1985: Kolarze (American Flyers) jako Leslie
- 1984: Cotton Club (The Cotton Club) jako Patsy Dwyer
- 1984: Czerwony świt (Red Dawn) jako Toni
- 1984: Buntownik z Eberton (Reckless) jako Cathy Bennario